# Alexis Thébaux
Alexis Thébaux (Les Sables-d'Olonne, 19 marzo 1985) è un ex calciatore francese, di ruolo portiere.

## Palmarès

### Club

#### Competizioni nazionali
- Ligue 2: 1

Caen: 2009-2010